# Édouard Danguy des Déserts
Le capitaine de vaisseau Édouard Pierre Marie Charles Louis Danguy des Déserts, né le 14 août 1900 à Kerizit-Coz, Daoulas (Finistère) et décédé le 17 janvier 1988 à Landerneau (Finistère), est un officier de marine français.

## Biographie
Édouard Danguy des Déserts est né dans une famille d'ancienne bourgeoisie bretonne.

## Hommages
- Rue Charles et Édouard Danguy des Deserts, Daoulas